# شبكة أنابيب

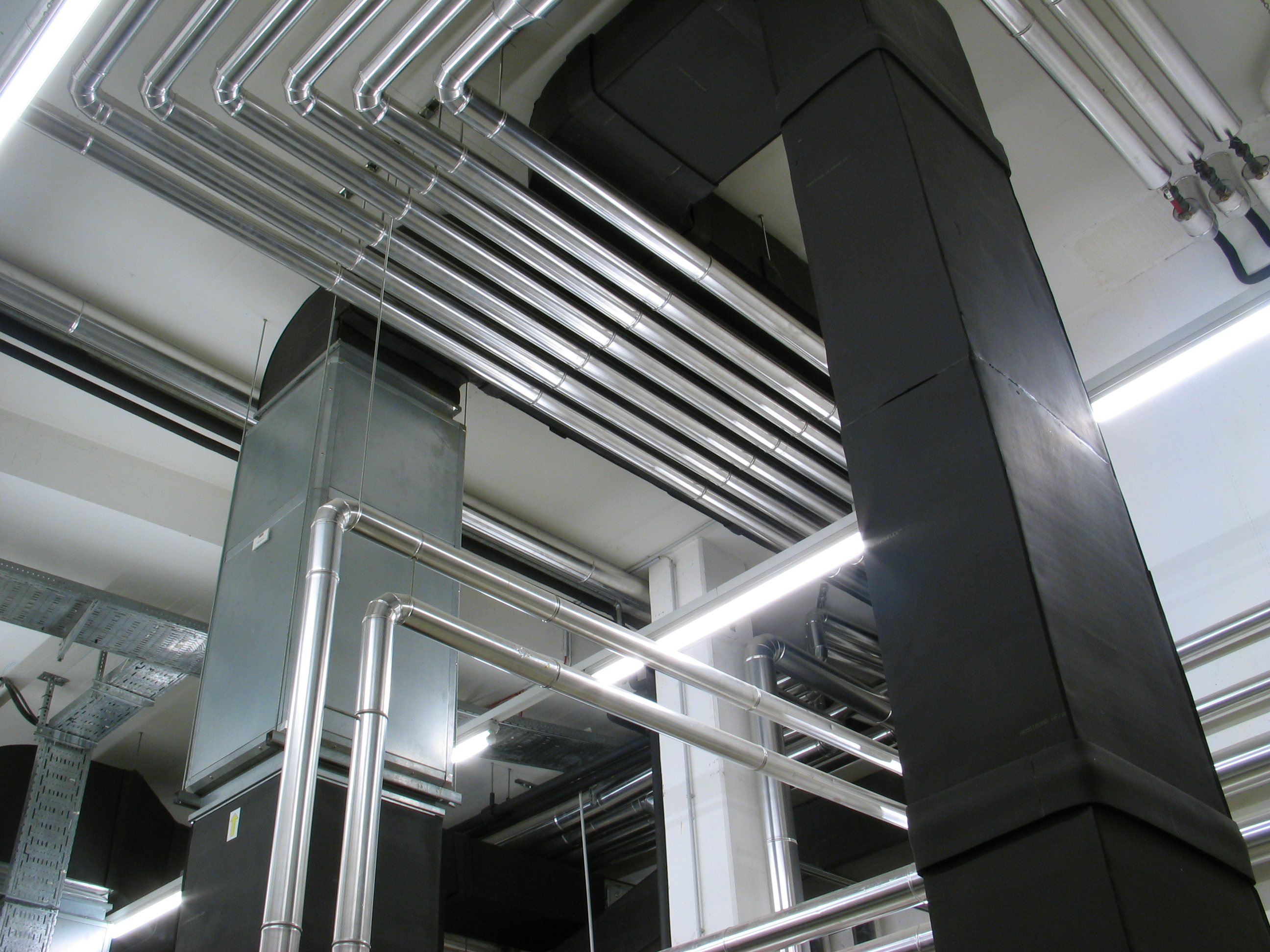
الجعب المعدنية بأحذ الشركات الصناعية

شبكة الأنابيب هي شبكة من الأنابيب تستخدم لنقل الموائع من الغازات والسوائل؛ وغالباً ما تنصب شبكة الأنابيب في المنشآت الصناعية، حيث يعمل المهندسون على تصميمها بحيث يتم نقل المواد بأكثر كفاءة ممكنة.

## قنوات العادم الصناعية
قنوات العادم الصناعية عبارة عن أنظمة أنابيب تصل بين الأغطية والمداخن الصناعية من خلال مكونات أخرى لأنظمة العادم مثل المراوح والمجمعات وما إلى ذلك. و القنوات عبارة عن ناقلات هوائية منخفضة الضغط تستخدم لنقل الأتربة أو الجسيمات أو الرقاقات أو الأبخرة أو المكونات الكيميائية الخطيرة من الهواء بالقرب من أرضية المتجر أو أي مواقع خاصة أخرى مثل الدبابات أو ماكينات الصقل والسنفرة أو أغطية المعامل. ويمكن تصنيع القنوات من مجموعة من المواد التي تشتمل على الفولاذ الكربوني و الفولاذ المقاوم للصدأ.
ولا تشتمل أنظمة التدفئة والتهوية و تكييف الهواء (HVAC) على هذه الفئة من فئات التطبيقات الصناعية، أي أنظمة العادم. و يكمن الفارق عن قناة نظام التدفئة والتهوية وتكييف الهواء في أن المائع (الهواء) المنقول عبر أنظمة القنوات قد لا يتسم بالتجانس. ويكون نظام قنوات العادم الصناعي في الأساس عبارة عن نظام نقل هوائي ويخضع بشكل رئيسي لقوانين تدفق الموائع.

### تدفق الموائع
المائع الناقل الذي يتدفق عبر النظام هو الهواء. حيث يقوم الهواء بنقل المواد من الغطاء إلى وجهته. كما أنه يكون ضروريًا كذلك لالتقاط المواد وتوصيلها إلى نظام التدفق. ويعد الهواء مائعًا قابلاً للضغط، ولكن بالنسبة للحسابات الهندسية، يتم اعتبار الهواء على أنه غير قابل للضغط كنوع من التبسيط، بدون أي أخطاء هامة.

### التصميم
تصميم العملية لنظام العادم يشتمل على
1. تعريف الملوثات وكثافتها وحجمها،
2. تحديد تدفق الهواء
3. مقاس الأنابيب،
4. حساب المقاومة،
5. إنهاء سعة المنفاخ وما إلى ذلك.[6] والهدف هو الإبقاء على الملوثات بعيدًا باستخدام الحد الأدنى من تدفق الهواء. ومن المقدر أن أي زيادة بمقدار بوصة من الماء أو الغاز للضغط السائل يمكن أن يضيف عدة آلاف من الدورات لتكلفة التشغيل كل عام